# Zeugites
Zeugites é um género botânico pertencente à família Poaceae.